# Мићо Радаковић
Милутин Мићо Радаковић (Јошан, код Удбине, 14. октобар 1915 — Јошан, код Удбине, 10. август 1941) био је учесник Шпанског грађанског рата и Народноослободилачке борбе и народни херој Југославије.

## Биографија
Рођен је 14. октобра 1915. године у селу Јошану, код Удбине. Потиче из сиромашне сељачке породице. После завршене основне школе у родном селу, пошао је у Грађанску школу у Удбину. Пошто његови родитељи нису имали материјалних средстава да му плате смештај у Удбини, сваког дана пешачио је око четрнаест километара путујући у школу. У овако тешким условима завршио је само два разреда и напустио школовање. 
Августа 1931. године, са непуних шеснаест година, заједно са већом групом сељана из његовог места, пошао је на рад у Немачку. Одатле ја касније прешао у Француску. Радећи у Француској упознао се са радничким покретом. Од 1934. године активно се борио за радничка права и био члан синдиката - Француске конференције рада. Почетком 1936. године, у Лиону је примљен у чланство Комунистичке партије. 
Године 1936. почео је грађански рат у Шпанији и Мићо је међу првима отишао тамо да се бори против фашизма и за одбрану Шпанске републике. У Шпанији се борио у редовима 35. балканске дивизије. Истицао се у многим борбама, а посебно се истако као вешт диверзант, коме су поверавани специјални задаци у непријатељској позадини. После пораза Шпанске републике, 1939. године, заједно са другим борцима интернационалних бригада, налазио се у концентрационим логорима у Француској. 
Године 1941. заједно са једном групом шпанских бораца из Југославије, доборовољно се пријавио да иде на рад у Немачку, одлакле су побегли и пребацили се у Југославију. По доласку у окупирану Југославију, одлази у родну Лику, где је по задатку Партије радио на организовању оружаног устанка. Користећи своје искуство из шапнског грађанског рата, радио је на организовању нових бораца и формирању првих јединица. Када је почетком августа 1941. године формирано јединствено Војно руководство за удбински котар, које је имало за циљ обједињавање и усмеравање свих устаничких снага, Мићо је био на његовом челу. 
У току припрема устанка, а и касније Мићо је стално народу говорио о циљевима фашистичких окупатора и указивао на сва зла фашизма. Због овога је веома брзо дошао у сукоб са четничким елементима у устаничкој војсци, који су желели сардњу са Италијанима. Убили су га четници 10. августа 1941. године у родном месту, заједно са сестром. Мићо је био један од првих истакнутих комуниста у Лици, који су страдали од стране четника. Два месеца касније, четници су убили и главног организатора устанка у Лици и такође шпанског борца Марка Орешковића.
Један под првих партизанских батаљона формираних у Лици, носио је његово име. Овај батаљон је касније укључен у састав Друге личке пролетерске ударне бригаде Шесте личке дивизије „Никола Тесла“.
Указом Президијума Народне скупштине Федеративне Народне Републике Југославије, 14. децембра 1949. године, проглашен је за народног хероја.